# Brady Dougan
 (juillet 2023).
Brady Dougan (né le 30 août 1959), fils de cheminot d'origine américaine, était le directeur du Crédit Suisse de mai 2007 à mi 2015.

## Biographie
Brady Dougan s'est particulièrement fait remarquer en niant, devant le Sénat[Lequel ?], être au courant des pratiques, pourtant connues, des gestionnaires de fortune en relation avec de la clientèle américaine. Il a permis au Crédit Suisse de rejeter la responsabilité sur des employés qui ne faisaient qu'obéir aux directives internes[réf. nécessaire].
Il a également autorisé une cellule, spécialement constituée à cet effet, à donner au DoJ US les noms des gestionnaires et du personnel ayant eu des contacts avec des clients américains non-déclarés. Cette cellule, dirigée par Agnès Reicke et Alain Bieger a donné plus de mille noms[réf. nécessaire].
Selon le "Tages Anzeiger", à son arrivée à la tête du Crédit Suisse, une action s’échangeait à plus de 90 francs, et avait perdu 64% à son départ. Ceci ne l’a pas empêché de toucher 160 millions durant cette période. En 2010, il a reçu une prime spéciale de 71 millions, en plus de son salaire de 19 millions.